# Тиходеев, Николай Николаевич
 Николай Николаевич Тиходеев (7 декабря 1927 года, Рязань — 8 ноября 2008 года) — российский учёный, доктор технических наук, специалист в области электроэнергетики, академик Российской академии наук. 

## Биография
Родился в семье служащих. Семья часто переезжала — Рязань, Москва и Калинин, в годы Великой Отечественной войны в эвакуации в Татарской АССР, с марта 1944 года на освобождённой Украине в городе Полтава. В Полтаве начал работать учеником электромонтёра на Полтавском машиностроительном заводе. Экзамены на аттестат зрелости в августе 1945 года сдал экстерном и поступил на первый курс физико-математического факультета Полтавского педагогического института. Окончив первый курс, по совету дяди, Павла Михайловича Тиходеева (1893—1978), заведующего кафедрой светотехники Ленинградского политехнического института им. М. И. Калинина (ЛПИ), перевёлся в ЛПИ. Сокурсниками были К. С. Демирчан, Г. Н. Александров.
Окончил Ленинградский политехнический институт в 1952 году, аспирантуру там же, кандидат наук (1955, тема диссертации «Некоторые вопросы теории короны и её учёта на высоковольтных линиях постоянного тока»). Ученик А. А. Горева и О. В. Щербачёва.
Работал в Научно-исследовательском институте по передаче электроэнергии постоянным током высокого напряжения, заведующий отделом техники высоких напряжений (1958—1997, с 1998 его научный руководитель). В 1966 году защитил в ЛПИ диссертацию «Статистические основы выбора и координации уровней изоляции воздушных линий электропередачи переменного тока высших классов напряжения (110—750 кв)» на соискание учёной степени доктора технических наук.
15 марта 1979 года избран членом-корреспондентом АН СССР. 11 июня 1992 года избран академиком Российской академии наук.

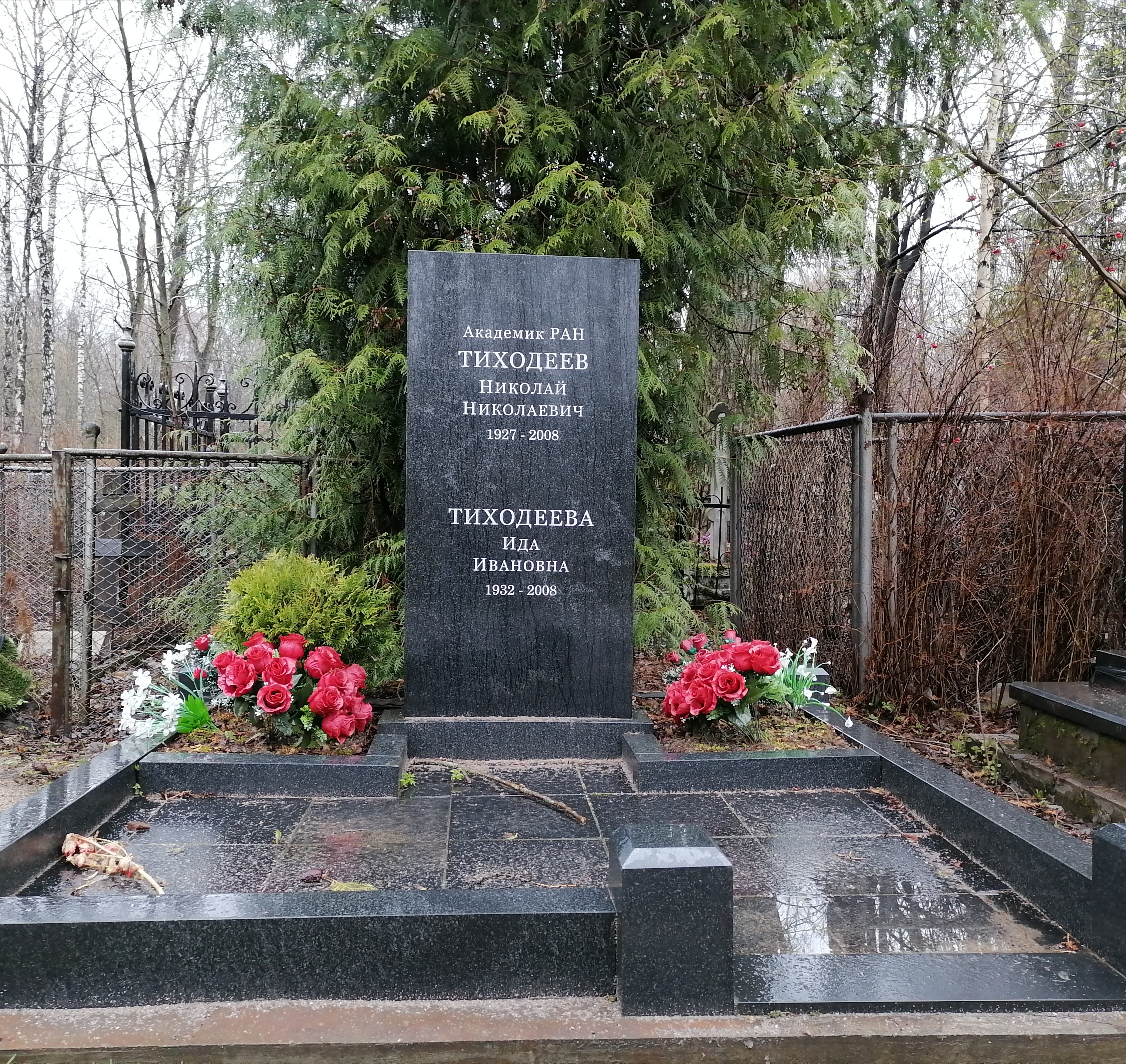
Могила на Серафимовском кладбище

Похоронен на Серафимовском кладбище.

## Научные интересы
На всю жизнь сохранил появившийся в молодости интерес к вопросами коронного разряда в электроустановках. Через всю жизнь пронёс неоднозначное отношение к вопросу — отдавать предпочтение высоковольтным линиям переменного или постоянного тока. Уделял большое внимание созданию физико-математических моделей исследуемых им явлений, применению теории подобия, методов статистики при изучении физики разряда. Он никогда не удовлетворялся только экспериментом, а старался теоретически обосновать получаемые результаты.

## Награды, премии
- Государственная премия CCCP (1980) [4]
- Ордена: Трудового Красного Знамени, «Знак Почёта», «За заслуги перед Отечеством» IV степени (1998)[5]
- Медали: «За доблестный труд в Великой Отечественной войне 1941—1945 гг.»